# Туркомани
Туркомани (або іракські туркмани) — етнічна меншість, які проживають на півночі Іраку. Третій за чисельністю народ цієї країни після арабів і курдів. Чисельність достовірно не відома: за різними оцінками від 220 тисяч до 2,5 мільйонів.
Іракські туркомани розмовляють азербайджанською мовою.
Як і іракські араби, туркомани розділені релігійно: більше половини з них — шиїти, решта — суніти.
Туркомани є нащадками огузських племен, що розселилися в регіоні після XI століття, вважаються залишками туркоманських племінних конфедерацій Кара-Коюнлу і Ак-Коюнлу. Є субетносом азербайджанського тюркського народу.